# Eurythyrea longipennis
Eurythyrea longipennis es una especie de escarabajo del género Eurythyrea, familia Buprestidae. Fue descrita científicamente por Heer en 1847.